# Čestný prýmek starého bojovníka
Čestný prýmek starého bojovníka (německy Ehrenwinkel der Alten Kämpfer) bylo politické vyznamenání nacistické strany (NSDAP) v Německu. Bylo zavedeno v únoru roku 1934 německým kancléřem Adolfem Hitlerem jako ocenění pro příslušníky nacistických paramilitárních organizací, jako je např. Schutzstaffel, Sturmabteilung atd.

## Čestný prýmek celkově
Čestný prýmek byl nošen všemi služebně staršími členy všech stranických organizací na pravé paži. U jednotek Sturmabteilung (SA) byl prýmek v říjnu roku 1934 vystřídán za Ehrenstreifen (Čestnou pásku).
Mimo to byl čestný prýmek udělován i bývalým důstojníkům policie a Wehrmachtu a také členům veteránské organizace Stahlhelm.

## Čestný prýmek SS

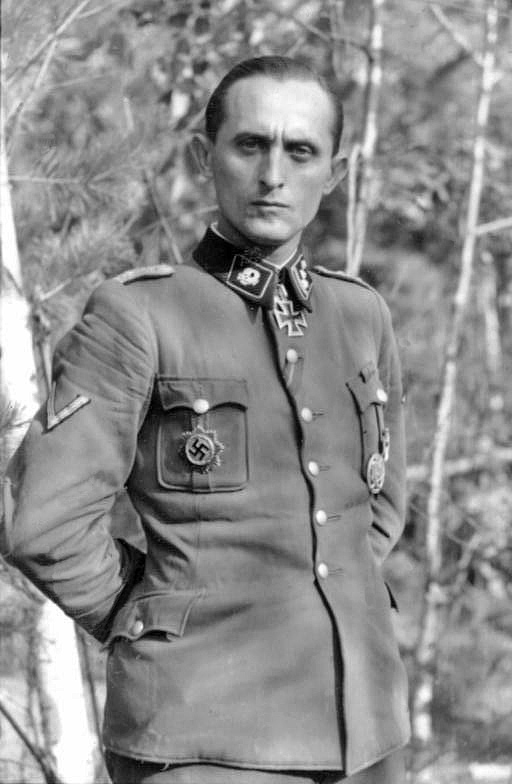
Držitel rytířského kříže Max Seela. Čestný prýmek starého bojovníka lze vidět na jeho pravé paži.

Čestný prýmek SS byl zaveden 15. prosince 1934 a byl nošen na pravém rukávu. Hodnost neměla na získaní prýmku žádný vliv. Čestný prýmek proto mohli nosit důstojníci i mužstvo. Pro jeho udělení musel mít držitel služební číslo SS nižší než 50 000, nebo mít stranické číslo NSDAP nižší než 300 000. Další možností získání prýmku bylo datum vstupu do NSDAP před 30. lednem 1933. Výjimečně mohl prýmek udělovat pouze říšský vůdce SS Heinrich Himmler.[ujasnit]